# Bahnhof Bochum-Langendreer
Der Bahnhof Bochum-Langendreer ist heute ein Haltepunkt der S-Bahn Rhein-Ruhr im Stadtteil Langendreer im Osten Bochums mit dem bahninternen Kürzel EBP. Im Güterverkehr wird der in Langendreer früher vorhandene 40 Hektar große Rangierbahnhof heute als Betriebs- und Übergabebahnhof genutzt, dessen bahninternes Kürzel EBLA lautet. Bis in die 1980er Jahre war Langendreer Standort eines Personenbahnhofes, an dem auch Schnellzüge der Relation Ruhrgebiet–Siegen–Frankfurt hielten.

## Geschichte

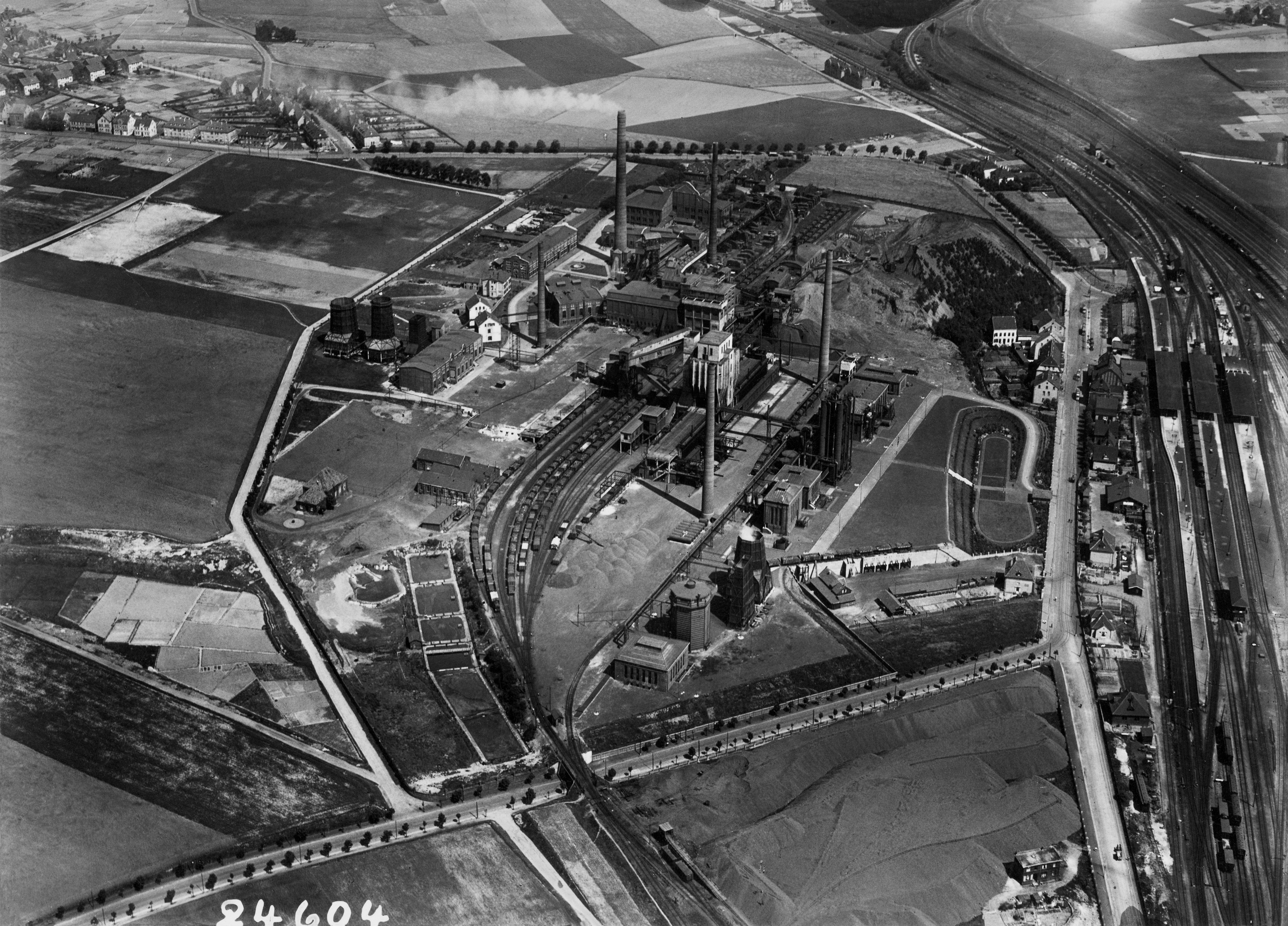
Der Bahnhof Langendreer, rechts neben der Zeche Bruchstraße, ca. 1926–1938

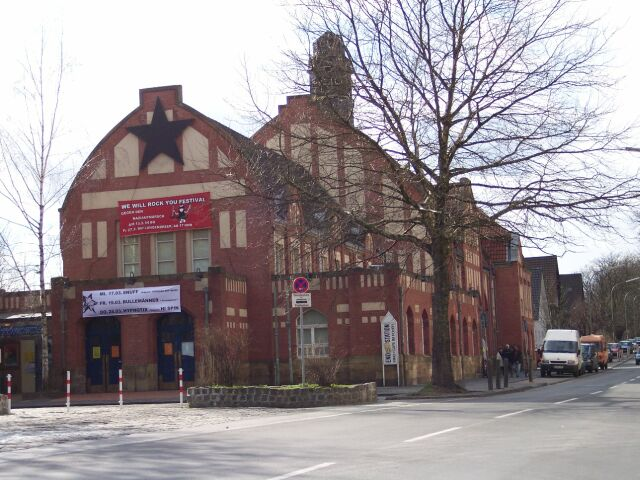
Ehemaliges Empfangsgebäude, heute Kulturzentrum

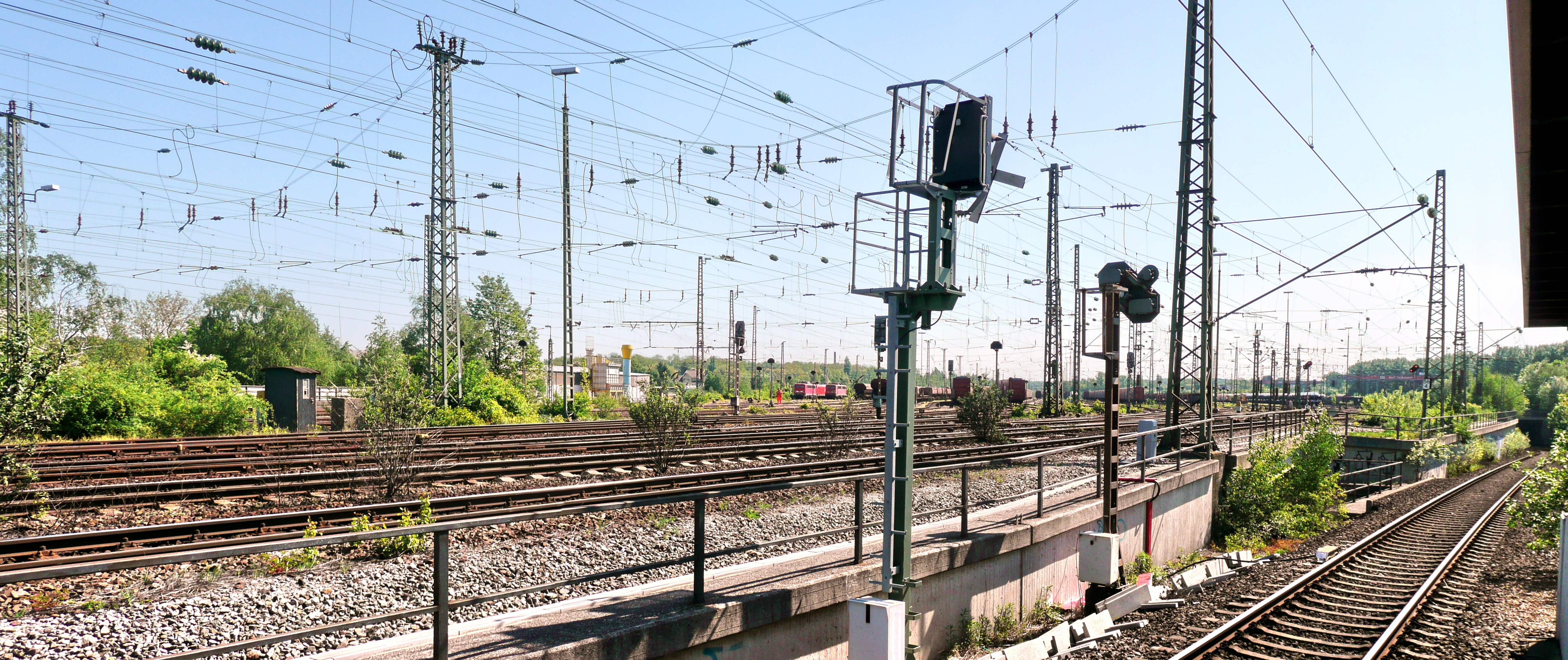
Östliche Rangierfelder

Die Bergisch-Märkische Eisenbahn-Gesellschaft (BME) eröffnete am 26. Oktober 1860 den ersten Bahnhof in Langendreer als vorläufigen Endpunkt ihrer von Witten Hauptbahnhof kommenden Strecke. 1862 gingen Verbindungen nach Dortmund und Duisburg in Betrieb, die noch heute als Abschnitte der Bahnstrecke Witten/Dortmund–Oberhausen/Duisburg Teile einer der wichtigsten und verkehrsreichsten Strecken in Deutschland sind. Ebenfalls 1862 wurde die Strecke nach Laer eröffnet, auf der zunächst ausschließlich Kohlezüge der Zeche Dannenbaum verkehrten. Mit der Verlängerung nach Dahlhausen 1870 fuhren hier auch allgemeine Güterzüge.
Der BME-Bahnhof lag recht weit vom damaligen Ortskern Langendreers entfernt ungefähr im Bereich des heutigen Haltepunkts Langendreer West. Maßgeblich waren die Belange des Güterverkehrs, insbesondere die Nähe zu Zechen wie Mansfeld, Vollmond oder Neu-Iserlohn, während dem Personenverkehr nur untergeordnete Bedeutung zukam. Als Knotenpunkt im Netz der BME war der Bahnhof mit einem größeren Empfangsgebäude und umfangreichen Güterschuppen ausgestattet, nördlich des Bahngeländes entstand an der Gasstraße ein rechteckiger Lokschuppen mit Drehscheibe und Wasserturm. 1874 errichtete die BME einen kleinen Rangierbahnhof, der in den folgenden Jahren kontinuierlich ausgebaut wurde.
Am 19. November 1874 eröffnete die Rheinische Eisenbahn-Gesellschaft einen weiteren Bahnhof in Langendreer, der östlich des BME-Bahnhofs ungefähr beim heutigen Kulturzentrum Bahnhof Langendreer gelegen war. Dieser sechsgleisige Durchgangsbahnhof lag an der nördlich der BME-Strecken verlaufenden Strecke von Bochum Nord nach Dortmund Süd.
Das Verhältnis der beiden Eisenbahngesellschaften war von scharfer Konkurrenz geprägt, die sich beispielsweise im Streit um den Anschluss der Zeche Siebenplaneten zeigte. Diese Zeche erhielt 1877 einen Anschluss an beide Strecken. Im Dezember 1880 wurde die noch von der Rheinischen Eisenbahn-Gesellschaft geplante Nebenbahn nach Löttringhausen eröffnet.
Sowohl die Bergisch-Märkische Eisenbahn-Gesellschaft als auch die Rheinische Eisenbahn-Gesellschaft gelangten durch Verstaatlichung 1879/1880 in den Besitz der Preußischen Staatseisenbahn, die die Bahnhöfe in „Langendreer Süd“ beziehungsweise „Langendreer Nord“ umbenannte. Weitere Verkehrszuwächse führten Anfang des 20. Jahrhunderts zu einer grundlegenden Umgestaltung der Bahnanlagen in Langendreer, bei der Personen- und Güterverkehr getrennte Gleisanlagen erhielten.
Für den Güterverkehr wurde ab 1906 ein neuer, zweiseitiger Rangierbahnhof errichtet, für den Personenverkehr entstanden im Bereich des Bahnhofs Langendreer Nord sechs Bahnsteiggleise. Im Westen wurde zwischen Personenbahnhof und Rangierbahnhof ein Bahnbetriebswerk errichtet. Das 1907 und 1908 errichtete Empfangsgebäude entstand nach Entwürfen des Architekten Schlomeyer und besteht aus drei Baukörpern im Jugendstil mit Wölbdächern. Die Wahl des Bahnhofsstandortes in einem nur wenig bebauten Umfeld stieß auf Ablehnung der Bevölkerung; im Bereich des aufgegebenen Südbahnhofs hatte sich mittlerweile eine Wohnbebauung entwickelt.
Mit der Eingemeindung Langendreers nach Bochum am 1. August 1929 wurde der Bahnhof in „Bochum-Langendreer“ umbenannt. In der Zeit der Weimarer Republik wurde die Strecke nach Bochum viergleisig ausgebaut, zugleich wurde Langendreer Haltepunkt des Ruhrschnellverkehrs. Im Zweiten Weltkrieg wurde der Bahnhof im Vergleich zu Bahnhöfen ähnlicher Größenordnung nur wenig beschädigt.
Bedingt durch das Zechensterben ging in den 1950er Jahren das Verkehrsaufkommen im Güterverkehr drastisch zurück. Der westliche Ablaufberg wurde 1962 stillgelegt, die zuvor hier gebildeten Züge wurden fortan in Bochum-Dahlhausen und Wanne-Eickel zusammengestellt. Die Ansiedlung zweier Opel-Werke in Bochum bestimmte ab 1962 das Bild der Güterzüge in Langendreer: Neben dem Versand fabrikneuer Autos wurden innerhalb des General-Motor-Konzerns Halbfabrikate auf dem Schienenweg transportiert. Ein 1967 eröffneter Containerterminal wurde 2000 wieder stillgelegt.
In den 1970er Jahren wurde der Personenzugverkehr auf den von Langendreer ausgehenden Nebenstrecken eingeschränkt, auf der Strecke nach Dortmund-Löttringhausen verkehrten beispielsweise im Sommerfahrplan 1976 noch zwei Zugpaare. 1982 wurde Langendreer als Schnellzug-Halt der Relation Oberhausen–Hagen–Siegen–Frankfurt aufgegeben, im folgenden Jahr schloss die Fahrkartenausgabe. Seit September 1983 verkehrt die S-Bahn-Linie S 1 der S-Bahn Rhein-Ruhr von Bochum kommend über Langendreer nach Dortmund, die neu gebaute S-Bahn-Strecke verläuft im Süden der Gütergleise, während die alte Strecke mit dem Bahnhof im Norden liegt. Mit der Eröffnung der S-Bahn-Strecke mit den zwei neuen Haltepunkten „Langendreer West“ und „Langendreer“ wurde der Personenbahnhof stillgelegt. Damit wurde auch der direkte Personenverkehr Richtung Witten aufgegeben. 1985 rettete eine Initiative das Empfangsgebäude vor dem Abriss. Es wurde unter Denkmalschutz gestellt, aufwändig renoviert und 1986 als Kulturzentrum Bahnhof-Langendreer (Kulturbahnhof) neu eröffnet.
Der Ablaufbetrieb auf dem Ost-West-System des Rangierbahnhofes wurde im Sommer 1998 eingestellt. In der Gegenwart (2023) sind diese Teile des Rangierbahnhofs betriebsfähig vorhanden und werden als Abstellbahnhof genutzt.

## Bedienung ÖPNV
Der Haltepunkt Langendreer hat zwei Gleise an einem Mittelbahnsteig. Beide sind für den regulären S-Bahn-Verkehr vorgesehen.
| Linie | Linienverlauf | Takt                                      |
| ----- | --- | ----------------------------------------- |
| S 1   | Solingen Hbf – SG-Vogelpark – Hilden Süd – Hilden – D-Eller – D-Eller Mitte – D-Oberbilk – D-Volksgarten – Düsseldorf Hbf – D-Wehrhahn – D-Zoo – D-Derendorf – D-Unterrath – D-Flughafen – Angermund – DU-Rahm – DU-Großenbaum – DU-Buchholz – DU-Schlenk – Duisburg Hbf – MH-Styrum – Mülheim (Ruhr) Hbf – E-Frohnhausen – Essen West – Essen Hbf – E-Steele – E-Steele Ost – E-Eiberg – Wattenscheid-Höntrop – BO-Ehrenfeld – Bochum Hbf – BO-Langendreer West – BO-Langendreer – DO-Kley – DO-Oespel – DO-Universität – DO-Dorstfeld Süd – DO-Dorstfeld – Dortmund Hbf Stand: Fahrplanwechsel Dezember 2023 | 30 min 15 min (Essen–Dortmund wochentags) |

Die Straßenbahnlinien 302, 305 und 309 haben dort ihre Start/Endhaltestelle, sie werden von der BOGESTRA betrieben.
| Linie | Verlauf | Takt   |
| ----- | --- | ------ |
| 302   | Gelsenkirchen-Buer Rathaus – Gelsenkirchen, Veltins-Arena – Gelsenkirchen-Schalke – Musiktheater – U Heinrich-König-Platz – U Gelsenkirchen Hbf – Gelsenkirchen-Ückendorf – Bochum-Wattenscheid, August-Bebel-Platz – Stahlhausen Wattenscheider Str. – U Bochumer Verein/Jahrhunderthalle – U Rathaus (Süd) – U Bochum Hbf – U Lohring – Altenbochum Kirche – Bochum-Laer Mitte – (Mark 51° 7 – Langendreer Markt – Langendreer ) / O-Werk | 15 min |
| 305   | Bochum-Wattenscheid Höntrop Kirche – Stahlhausen Wattenscheider Str. – U Bochumer Verein/Jahrhunderthalle – U Rathaus (Süd) – U Bochum Hbf – U Lohring – Altenbochum Kirche – Bochum-Laer Mitte – Mark 51° 7 – Langendreer Markt – Langendreer | 30 min |
| 309   | Bochum-Langendreer – Langendreer Markt – Witten, Crengeldanz – Witten, Marienhospital – Witten Rathaus – Witten, Bahnhofstraße – Witten, Heven Dorf | 30 min |

Die Straßenbahnlinie 310 (Bochum-Wattenscheid Höntrop Kirche – Langendreer Markt – Witten-Heven Dorf) erreicht zwar nicht den Bahnhof Langendreer, sondern nur die benachbarte Haltestelle Langendreer Markt, verkehrt auch alle 30 Minuten und verdichtet so die Linien 305 und 309 auf den Abschnitten Höntrop Kirche – Langendreer Markt bzw. Langendreer Markt – Witten-Heven Dorf auf einen 15-Minuten-Takt.
Die Buslinien 369, 378, 379 sowie die NachtExpress-Linien NE 3 und NE 18 halten ebenfalls am Bahnhof Langendreer. Die Linie 369 – Ringlinie – wird im Auftrag der BOGESTRA betrieben.
| Linie | Verlauf | Takt                                                                                              |
| ----- | --- | ------------------------------------------------------------------------------------------------- |
| 369   | Dortmund Lütgendortmund – Langendreer – Langendreer Markt – DO-Somborn – Dortmund Lütgendortmund | 30 min                                                                                            |
| 378   | Querenburg, Ruhr-Universität – Langendreer Markt – Bochum-Langendreer – Dortmund-Lütgendortmund – Bövinghausen – Castrop-Rauxel-Merklinde – Castrop Münsterplatz                                                              | 15 min (Ruhr-Uni–Lütgend.) 30 min (Lütgend.–Castrop)                                              |
| 379   | Harpen, Ruhr-Park – Werne Amt – Bochum-Langendreer – Langendreer Markt – Langendreerholz – Witten Rathaus – Witten Hbf – Witten-Bommern Bf – Bommern Mitte – Bommeraner Heide – Durchholz – Haßlinghausen Busbahnhof          | 30 min (Ruhr Park–Bomm. Heide) 15 min (Witten Rathaus–Bomm. Heide) 60 min (Bomm. Heide–Haßlingh.) |
| NE3   | Bochum Hbf – Altenbochum – Laer Mitte / Sutumer Str. – (Werne Mitte → Werne Amt → Bochum-Langendreer →) / (← BO-Langendreer West ← Kaltehardt) – Langendreer Markt                                                            | 60 min                                                                                            |
| NE18  | Langendreer Nord → Bochum-Langendreer → Langendreer Markt → Witten Hbf → Witten Rathaus → Witten-Annen → Annen Markt → Stockum → Witten Rathaus → Langendreerholz → Langendreer Markt → Bochum-Langendreer → Langendreer Nord | 60 min                                                                                            |

## Zukunft
In Zusammenhang mit dem Rhein-Ruhr-Express sollen die Regionalbahn- und Regionalexpress-Linien von Essen über Bochum nach Witten und weiter über Hagen nach Siegen nicht mehr über die Fernbahngleise nahe dem Kulturzentrum Bahnhof-Langendreer geführt werden, sondern die S-Bahn-Strecke nutzen. Die dafür notwendigen Umbauten würden wieder direkten Personenverkehr von Langendreer nach Witten ermöglichen. So soll es laut Zielnetzgrafik 2032 einen Regionalbahnhalt der RB40 (Essen–Bochum–Witten–Hagen) geben. In der Zielnetzgrafik 2040 sind darüber hinaus Halte der Regionalexpresslinie 14 (Borken/Coesfeld–Essen–Bochum–Witten–Hagen–Iserlohn) vorgesehen.